# Cincinnati Open 1973
Il Cincinnati Open 1973 è stato un torneo di tennis. È stata la 72ª edizione del Cincinnati Open, che fa parte del Commercial Union Assurance Grand Prix 1973 e del Women's International Grand Prix 1973. Il torneo si è giocato a Cincinnati in Ohio negli USA su campi in terra rossa dal 6 al 12 agosto 1973.

## Campioni

### Singolare maschile
Ilie Năstase ha battuto in finale  Manuel Orantes con il punteggio di 5–7, 6–3, 6–4

### Singolare femminile
Evonne Goolagong Cawley ha battuto in finale  Chris Evert con il punteggio di 6–2, 7–5

### Doppio maschile
John Alexander /  Phil Dent hanno battuto in finale   Brian Gottfried /  Raúl Ramírez con il punteggio di 1–6, 7–6, 7–6

### Doppio femminile
Ilana Kloss /  Pat Walkden-Pretorius hanno battuto in finale  Evonne Goolagong /  Janet Young con il punteggio di 7–6, 3–6, 6–2